# スタッド・ガブリエル＝モンピエ
スタッド・ガブリエル＝モンピエ（Stade Gabriel Montpied）は、フランス・クレルモン＝フェランにあるサッカー専用スタジアム。クレルモン・オーヴェルニュ・メトロポールによるスタジアム管理の下、クレルモン・フットのホームスタジアムとして運用されている。
スタジアム名は1944年から1973年までの28年間をクレルモン＝フェランの市長として務めたガブリエル・モンピエから取られた。

## 概要
ポーランド系フランス人のジャック・カリシュによって設計され、1995年12月に開場した。北スタンドの屋根はスタジアム外から見ると「目」を模した形となっており、このスタンドのみで約8,000人の観客を収容できる。しかし、その特殊な構造が仇となって、1999年12月27日にこの地を襲った暴風雨の影響で屋根を覆う部材の6割が剥がれ落ちてしまった。
2015年2月12日、僅差で賛成が上回った市議会でスタジアムの拡張が決定した。総工費7,000万ユーロにのぼる大規模な拡張工事となり、2022年から3,000万ユーロを掛けて第1期の工事が着工された。
2020-21シーズン、クレルモン・フットがクラブ史上初となるリーグ・アンへ昇格したことを受けて、南スタンドに3,000人収容できる屋根付きの仮設スタンドを設置し、LED照明の強化と監視カメラ2台の増設が施された。

## 開催された主なイベント
- 国際親善試合
  - 2004年4月28日 : アルジェリア代表×中国代表

- UEFA U-21欧州選手権予選 : 2回 (2004, 2012)

## ギャラリー

北スタンドのアーチ屋根
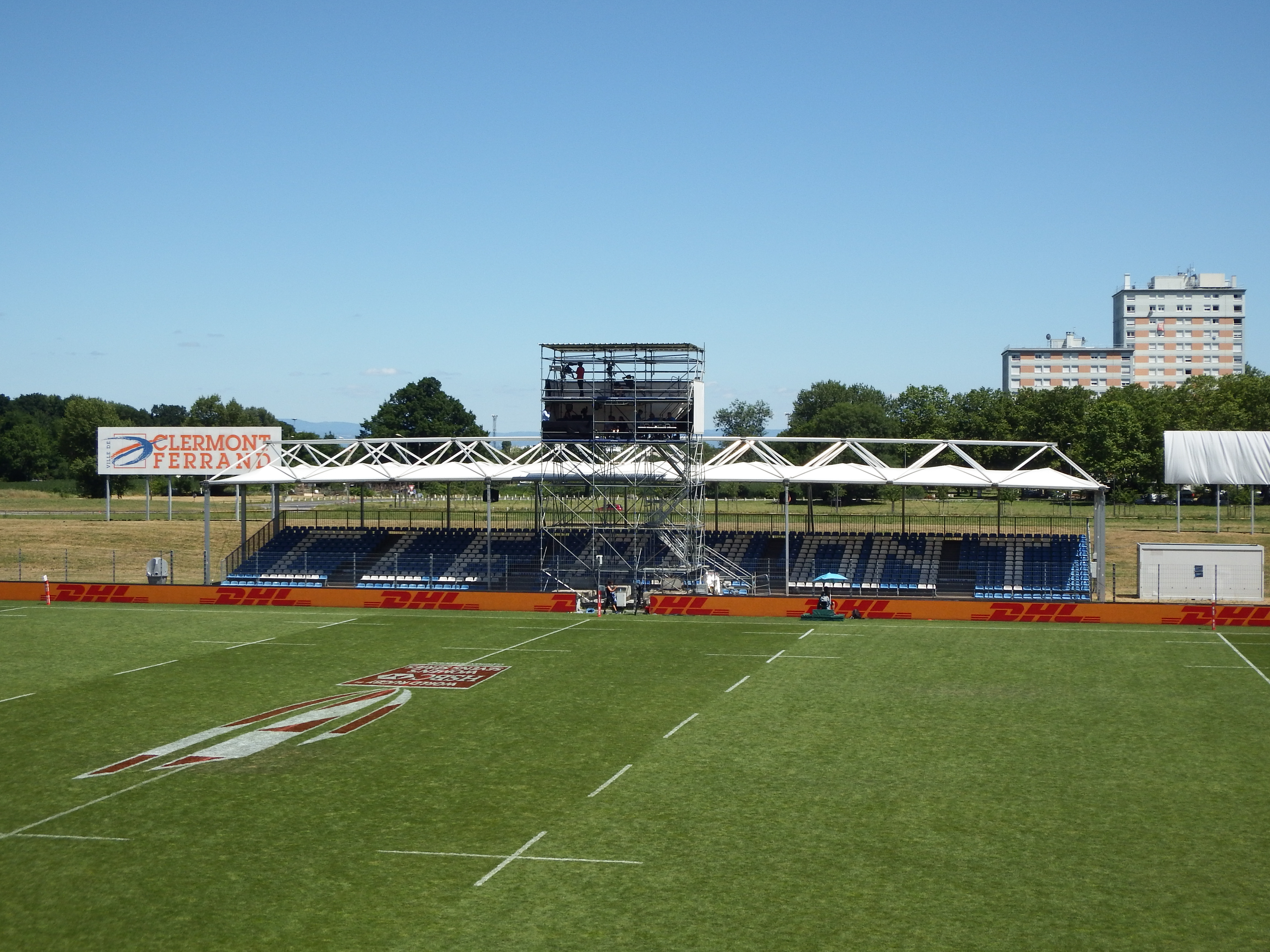
南スタンド
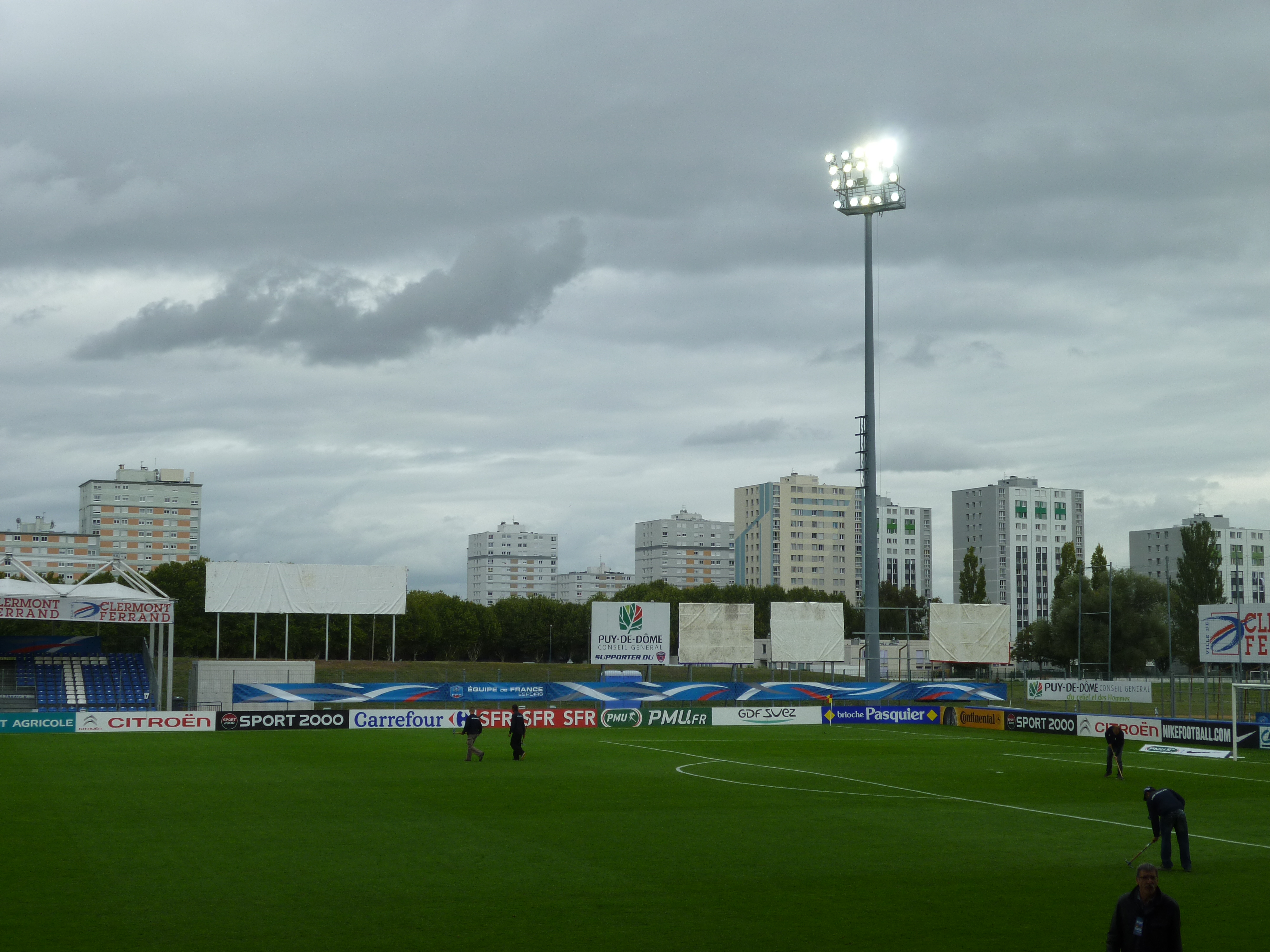
照明